# 巴涅 (瓦萊州)

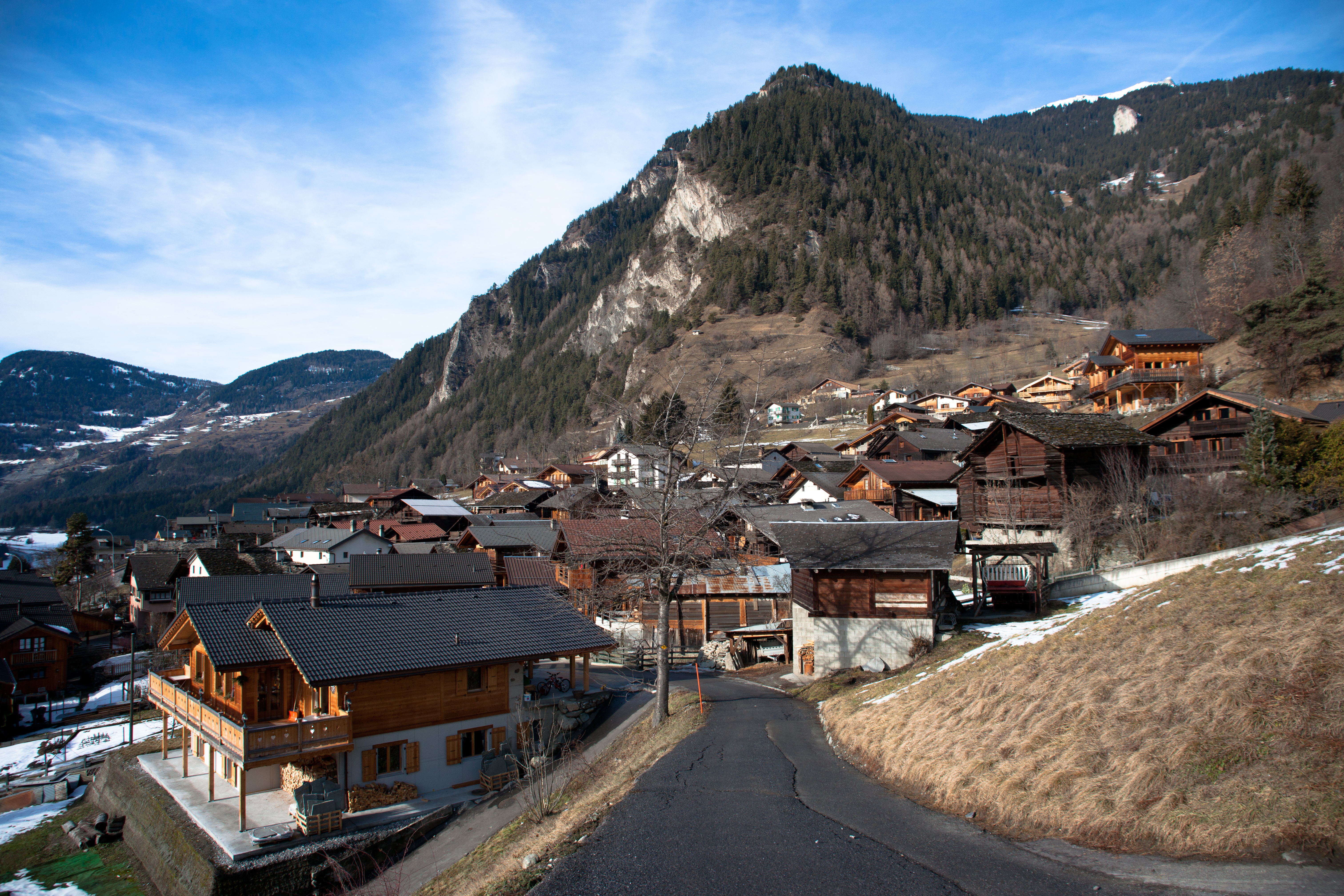

巴涅是瑞士的城鎮，位於該國南部，由瓦萊州負責管轄，面積282.26平方公里，海拔高度820米，2011年人口7,807，八成人口信奉羅馬天主教，人口密度每平方公里28人。

## 外部連結
- Official website （页面存档备份，存于） （法文）/（英文）